# Kout na Šumavě
Kout na Šumavě là một làng thuộc huyện Domažlice, vùng Plzeňský, Cộng hòa Séc.